# Marinus van Reymerswaele
Marinus Claeszoon van Reymerswaele (Reimerswaal, Países Baixos, c. 1490 - Goes, c. 1567) foi um pintor neerlandês.

## Vida
Filho também de um pintor, Marinus trabalhou na Zelândia de 1533 a 1545 e é, por isso, nomeado muitas vezes "Marinus de Seeu" ("da Zelândia"). Estudou na Universidade Católica de Louvain em 1504 e aprendeu o ofício de pintor com um pintor de vidro na Antuérpia em 1509.
Muitas pinturas de coletores de impostos são atribuídas erroneamente a Marinus. Seus temas eram populares no século XVI e suas pinturas foram copiadas diversas vezes. Seu nome é conhecido de um pequeno número de paineis assinados, normalmente caricaturas influenciadas pelo estilo de Da Vinci. Várias outras pinturas são atribuídas a Marinus pelas semelhanças de seu estilo satírico. Seu portifólio consiste em um número relativamente pequeno de temas apenas, a maioria adaptada de Quentin Matsys ou Albrecht Dürer:
- O contador e sua esposa
- Dois coletores de impostos
- O escritório do advogado
- São Jerônimo em seus estudos
- O chamado de Mateus

Marinus foi expulso de Midelburgo um ano depois do final de sua produção artística , em 1567, mesmo ano em que morreu.

## Obra
- O banqueiro e sua filha, Museu de Belas-Artes de Valenciennes
- O Chamado de Mateus (1536), Museu de Belas-Artes de Gante
- São Jerônimo (1547), Museu do Prado, Madri
- Contador e sua esposa (1539), Museu do Prado, Madri
- São Jerônimo, Museu nacional de Amsterdã, Países Baixos
- São Jerônimo (1541), Museu Real de Belas Artes da Antuérpia
- O Coletor de Impostos (1542), Antiga Pinacoteca, Munique
- Os Coletores de Impostos, Museu Real de Belas Artes da Antuérpia
- Os Coletores de Impostos, Museu Hermitage, São Petersburgo
- Os Coletores de Impostos, (c. 1540) Museu do Louvre, Paris[3]